# مارتا سانچز سالر
مارتا فرناندا سانچز سالر (متولد ۱۹۴۱) یک جامعه‌شناس و فعال اهل مکزیک است. او ریاست جنبش Movimiento Migrante Mesoamericano (MMM) را بر عهده دارد، جنبشی که در سال ۲۰۰۶ آغاز شد و هدف آن کمک به مادران مهاجران ناپدید شده برای یافتن افراد گمشده خود است. این جنبش حامی مادرانی است که خویشاوندان خود را به دلیل مهاجرت گم کرده‌اند؛ مهاجرت‌هایی که با سفر چند روزه از طریق مسیرهایی بین مرز مکزیک و ایالات متحده آمریکا به صورت غیرقانونی انجام می‌شوند. در سال ۲۰۱۶، او جزو یکی از ۹ زن الهام بخش و تأثیرگذار آمریکای لاتین بود و همچنین در لیست ۱۰۰ زن بی‌بی‌سی از او نام برده شد.

## اوایل زندگی
سانچز سالر در سال ۱۹۴۱ در فرانسه از پدر و مادری که جزو پناهجویانی بودند که از اسپانیا فرار کرده بودند، به دنیا آمد. او در مکزیک بزرگ شد و سپس تحصیلات دانشگاهی خود را در ایالات متحده به پایان رساند، او در رشته علوم اجتماعی در دانشگاه ایالتی سن دیگو کالیفرنیا تحصیل کرد. شوهر دوم او، خوزه ژاکو مدینا، یک فعال دانشجویی بود که برای فرار از دستگیری به دلیل اعتراض در جریان جنبش دانشجویی مکزیک در سال ۱۹۶۸ به ایالات متحده گریخته بود.

## حرفه
سانچز در اوایل حرفه کاری خود به عنوان یک آموزگار در مناطق حاشیه نشین جنوب کالیفرنیا کار می‌کرد. پس از این کار او سال‌های زیادی را هم با جامعه فقیر کار کرد. در طول دهه ۱۹۹۰ سانچز در راستای حمایت از حقوق بشر و آموزش مردم حاشیه نشین کار کرد. او مسئول اجرا و برگزاری Memorando de Entendimiento sobre Educación de Adultos (یادداشت تفاهم نامه در مورد آموزش بزرگسالان) در شهر باخا، کالیفرنیا بود و توسط روسای جمهور وقت مکزیک و ایالات متحده امضا شد. او مواد آموزشی منطقه ای را در باجا کالیفرنیا برای بهبود کیفیت آموزشی ارائه شده به دانش آموزان مهاجر توسعه داد. به عنوان یک معلم، او به بهبود آموزش جمعیت‌هایی که از نظر جغرافیایی پراکنده و به حاشیه رانده شده‌اند در باجا کالیفرنیا کمک کرد. 
در سال ۲۰۰۵ سانچز کاروان مادران آمریکای مرکزی را نیز به همراه تعدادی فعال دیگر تأسیس کرد، در این کاروان مادران به دنبال فرزندان خود که احتمالاً در سفر خود از طریق مرز مکزیک به ایالات متحده دستگیر، ربوده یا ناپدید شدند می‌گردند.  هر سال، از زمان تأسیس این گروه، مادران از سراسر کشورهای آمریکای مرکزی، در مسیرهای مهاجرت برای اعضای خانواده ای که ناپدید شده‌اند، گرد هم می‌آیند و جستجو می‌کنند. برای افزایش آگاهی از این موضوع، سانچز در کنفرانس‌هایی مانند دومین نشست آمریکای میانه مدافعان حقوق بشر شرکت می‌کند (اسپانیایی: II Encuentro Mesoamericano de Defensoras de Derechos Humanos) برگزار شده در السالوادور در سال 2013
در سال ۲۰۰۶، سانچز به همراه همسر خود، جنبشی به نام «مهاجرین از آمریکای مرکزی» را با هدف تسهیل کاروان‌ها و فشار بر اقدام دولت برای محافظت از مهاجران تأسیس کرد.  همراه با این جنبش، سانچز سولر کاروانی را اداره می‌کند که شامل مادران آمریکای مرکزی از هندوراس، نیکاراگوئه، السالوادور و گواتمالا است که هر ساله برای یافتن فرزندان خود و افزایش آگاهی در مورد خطرات مهاجران سفر می‌کنند.  سانچز با سفر در طول مکزیک، اما با تمرکز بر مرز جنوب شرقی جایی که اکثر مهاجران وارد کشور می‌شوند، گروه‌هایی را برای بیش از یک دهه رهبری کرده است که منجر به یافتن بیش از ۲۵۰ آمریکایی مرکزی در میان مفقودان شده است. 
سانچز به همراه سه فعال دیگر، پیلار آرسه آلکالا، کلودیا مدینا تاماریز و برندا رانگل اورتیز در اجلاس سران قاره آمریکای شمالی که در اواسط سال ۲۰۱۶ برگزار شد شرکت کردند، تا از رهبران کانادا، مکزیک و ایالات متحده درخواست رسیدگی به مشکلاتی از قبیل بازداشت، ناپدید شدن و شکنجه و اقدامات غیرانسانی که در در طول جنگ با مواد مخدر در مکزیک رخ داده است، کنند. . 